# Pidgin (Instant Messenger)
Pidgin [pɪʤɪn] (früher Gaim, nicht zu verwechseln mit Gajim) ist ein freier Instant Messenger für verschiedene Protokolle. Das Programm wurde von Mark Spencer ursprünglich für unixähnliche Systeme (Linux, BSD) geschrieben, ist aber auch auf Windows lauffähig. Pidgin kann mit Plug-ins stark erweitert werden.
Am 6. April 2007 wurde bekanntgegeben, dass Gaim infolge rechtlicher Probleme mit AOL bezüglich des Markenzeichens „AIM“ in Pidgin umbenannt wurde. Der Name Pidgin ist ein Wortspiel zwischen dem Begriff der Pidgin-Sprachen und dem ähnlich klingenden Begriff „pigeon“ (englisch Taube, Brieftaube) – deshalb auch die lilafarbene Pidgin-Taube („pidgin-pigeon“).

## Funktionen

### Unterstützte Protokolle
Pidgin unterstützt verschiedene Netzwerkprotokolle. Dies wird durch Plug-ins ermöglicht, die das jeweilige Protokoll für Pidgin zumindest teilweise implementieren. Neben den offiziellen Plug-ins für die offiziell unterstützten Protokolle gibt es dabei noch extra Plug-ins, die von anderen Entwicklern oder Projekten bereitgestellt werden, um Pidgin zu diesen Netzwerken kompatibel zu machen. Zurzeit gibt es Plug-ins für unter anderem folgende Protokolle:
| - AIM (OSCAR, am 15. Dezember 2017 abgeschaltet) - Bonjour - Gadu-Gadu - ICQ (nur bis 28. Dezember 2018, seitdem wird OSCAR nicht mehr unterstützt) - IRC - Lotus Sametime - MSNP (.NET Messenger Service, genutzt durch Windows Live Messenger (früher MSN Messenger), am 30. April 2013 abgeschaltet) | - MXit - MySpaceIM - Novell GroupWise - SILC - SIMPLE - XMPP - Yahoo Messenger (YIM; am 17. Juli 2018 abgeschaltet) - Zephyr (nicht unter Windows) | Mit extra Plug-in: - DirectNet - RVP - Tlen.pl - Xfire - Skype (Skype-Client läuft) - Twitter - Discord (Nur Textnachrichten und Status) |

Ab der Version 2.6.0 unterstützt Pidgin auch Sprach- und Videoanrufe über XMPP (Jabber), jedoch noch nicht unter Windows.

### Verschlüsselung
Nachrichten können mit den Plug-ins pidgin-encryption und Off-the-Record Messaging (OTR) verschlüsselt werden, die mit unterschiedlichen Verschlüsselungsstandards arbeiten.

### Weitere Plug-ins
Neben der Unterstützung zusätzlicher Protokolle kann Pidgin auch mit Plug-ins ausgestattet werden, die den Funktionsumfang erweitern. Diese reichen bis hin zu Plug-ins, die kryptografische Funktionen bieten, um Nachrichten zu verschlüsseln. Zurzeit gibt es, neben den offiziellen Protokoll-Plug-ins, insgesamt mehr als 200 weitere Plug-ins für Pidgin.

## Entwicklung

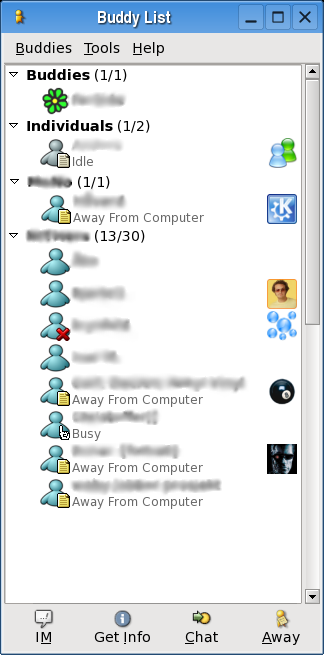
Gaim 1.1.4 unter K Desktop Environment

Einige Funktionen wie Audio- und Video-Telefonie oder Theming wurden im Rahmen geförderter Projekte des Google Summer of Code entwickelt.

### Gaim 1.x
Die letzte als stabil deklarierte Version vor der Umbenennung zu Pidgin war Gaim 1.5.0, welche am 11. August 2005 erschien.

### Pidgin 2.x
Nach sieben Beta-Versionen, wobei die letzte bereits den neuen Namen Pidgin trug, und fast anderthalb Jahre nach dem Erscheinen der ersten Beta-Version wurde am 3. Mai 2007 die endgültige Version 2.0.0 veröffentlicht. Seither gab es jedoch einige Neuerungen, so dass am 2. Juli 2008 die Version 2.4.3 erschien, in der das Problem mit dem geänderten ICQ-Protokoll behoben wurde. Die Version 2.6 brachte die Möglichkeit zu Audio- und Video-Telefonaten, die Mike Ruprecht 2008 in Googles Summer of Code umzusetzen begann.

## Derivate
Der Kern von Pidgin ist für Programmierer als C-Bibliothek unter dem Namen libpurple verfügbar. Folgende Programme basieren auf Pidgin oder libpurple:
- Adium ist ein auf libpurple basierender Instant Messenger für macOS (GPL)
- Finch ist die Kommandozeilen-Version von Pidgin (GPL)
- Instantbird nutzt die Laufzeitumgebung XULRunner
- Meebo war ein Instant Messenger, der innerhalb von Webbrowsern läuft (proprietär)
- Proteus ist ähnlich wie Adium ein Instant Messenger für Mac OS X, dessen Entwicklung eingestellt wurde
- PhoneGaim basiert auf Pidgin und unterstützt IP-Telefonie über SIP (GPL)
- ScatterChat unterstützt eine verbesserte Verschlüsselung
- QuteCom (früher WengoPhone) unterstützt IP-Telefonie über SIP sowie normales Instant Messaging (GPL)
- Pidgin Portable, d. h. muss nicht auf dem Rechner installiert werden, sondern kann z. B. von USB-Stick aus gestartet werden:
  - Pidgin Portable für Windows von PortableApps[15]
  - Pidgin Portable als offizieller Workaround zur Erstellung einer Portable-Version von Pidgin für Windows (GPL)[16]